# Karlskoga
Karlskoga er en by i landskabet Värmland i Örebro län, Sverige med ca. 27.000 indbyggere (2010). 
Karlskoga, der ligger ved søen Möckelns nordende, er hovedby i Karlskoga kommune i Örebro län i Sverige. Den største virksomhed i byen er våbenproducenten Bofors.
Navnet refererer til Karl 9. af Sverige. 